# 伊恩·利德爾-格蘭傑

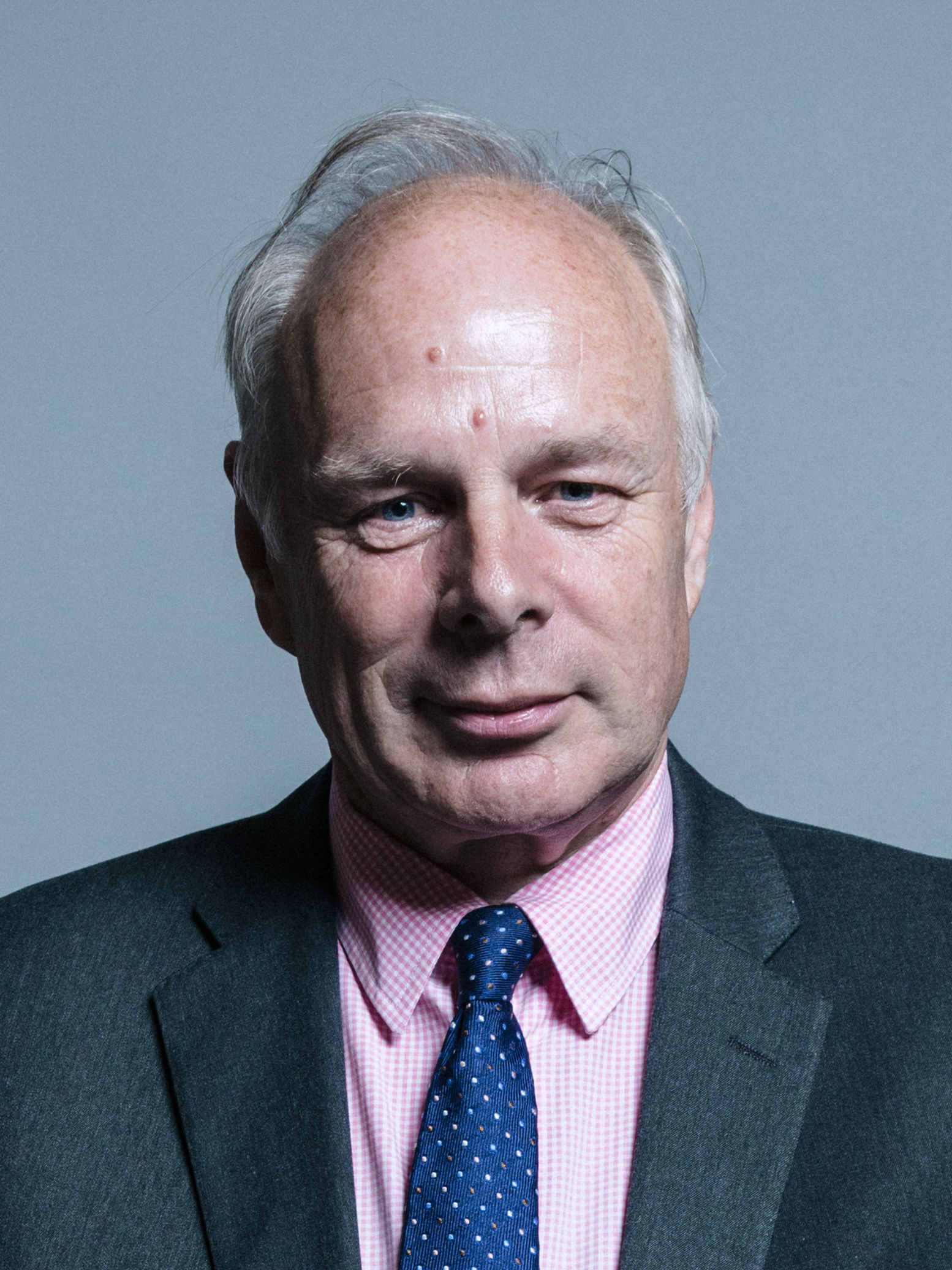

伊恩·利德爾-格蘭傑（英語：Ian Liddell-Grainger，1959年2月23日—），是一位英格蘭保守黨政治人物，也是英女王維多利亞幼子利奥波德王子之外玄孫。

## 生平
自2010年開始，他擔任布里奇沃特和西薩默塞特選區選出的英國下議院議員。他曾在英國軍隊服役。